# Travelbug
En travelbug er en ting, der findes i en geocache. I modsætning til almindelige bytteobjekter i geocaches er en travelbug forsynet med et metalskilt med et unikt ID-nummer. Ved hjælp af dette nummer kan man logge, hvordan travelbuggen flytter sig fra cache til cache. En travelbug kan have en mission som for eksempel at besøge samtlige svenske domkirker. Et sådant besøg bliver dokumenteret ved, at finderen fotograferer travelbuggen på de steder, der skal besøges. Andre travelbugs rejser rundt uden mål, men har for eksempel til opgave at blive fotograferet sammen med andre GPS-modtagere.